# Odonteleotris polylepis
Odonteleotris polylepis är en fiskart som först beskrevs av Herre 1927.  Odonteleotris polylepis ingår i släktet Odonteleotris och familjen Eleotridae. Inga underarter finns listade i Catalogue of Life.